# Ian Hunter
Ian Hunter (Shropshire, Inglaterra, 3 de junio de 1939) es un cantante y compositor inglés, conocido por liderar la banda de rock Mott the Hoople desde su creación en 1969 hasta su disolución en 1974. Ian Hunter ya era músico y compositor antes de su etapa con Mott the Hoople, y después de dejar la banda, desilusionado por el éxito comercial, prosiguió su carrera en solitario, colaborando a menudo con el guitarrista Mick Ronson, famoso por ser parte integrante del grupo The Spiders from Mars que acompañó a David Bowie en una parte de su carrera.
En cuanto a su carrera en solitario, sus canciones más conocidas son "Once Bitten, Twice Shy" y "Cleveland Rocks", canción incluida en la serie de televisión The Drew Carey Show.

## Primeros años
Ian Hunter empieza en el mundo de la música después de ganar un concurso al interpretar con guitarras acústicas la canción "Blue Moon", junto a Colin York y Colin Broom, que eran miembros de una banda de Northampton llamada The Apex Group, liderada por el bajista Frank Short. Hunter abandona su residencia en Shrewsbury, trasladándose a Northhampton para formar parte de la banda tocando la guitarra rítmica. Durante las actuaciones Hunter saltaba en el escenario como si fuera un lunático, como él mismo recuerda:

La música me afectaba mucho. El resto de la banda simplemente estaba ahí. Era divertido, había gente que solo iba a verme hacer eso, y no puedo imaginarme el aspecto que tendría.

Abandona la formación poco antes de grabar su primer sencillo, "Yorkshire Relish, Caravan", con John Lever Records. Después de formar parte de varios grupos locales, y debido a su situación económica, vuelve a Shrewsbury, llevando una vida más estable con su novia Diane Coles. Compagina su trabajo con la música, formando junto a Tony Wardle un dúo de armónicas.
Vuelve a Northampton, donde le sigue su pareja, estableciéndose en St James End y acaba formando de nuevo parte de The Apex Group. En 1962 nace su primer hijo, Stephen. En 1963, siendo integrante aún de The Apex Group, forma la banda Hurricane Henry and the Shriekers, con Tony Marriott a la batería y Julian Coulter a la guitarra. En marzo de 1964 se les une el pianista Freddie 'Fingers' Lee, por lo que Hunter deja de liderar la banda para empezar a tocar el bajo. Cuando Frank Short se enteró de que Hunter estaba en otra formación, le expulsó de The Apex Group.
Freddie Lee propuso realizar actuaciones en Alemania (como ya hicieron The Beatles). En ese momento fue cuando Hunter empezó a pensar que podría dedicarse a la música en vez de trabajar en fábricas.
En 1966 se traslada a Londres y se une a The Scenery, con el guitarrista Miller Anderson, el batería Dave Dufort y el teclista Dante Smith. Anderson presenta a Hunter al guitarrista Mick Ronson, con el que luego colaboraría. En 1967 Dufort y Smith abandonan la banda, y se une el nuevo batería John Vernon Smith.
En los 60 Hunter toca con varios artistas, como The Young Idea, Billy Fury y David McWilliams. A finales de 1968 Mickie Most le recluta junto con Dave Dufort para tocar en una banda que iba a llamarse The New Yardbirds (que era el nombre que había estado usando Jimmy Page para su grupo, hasta que decidió llamarlo Led Zeppelin).

## Etapa con Mott the Hoople
En 1969 el guitarrista Mick Ralphs se unió al tecladista Verden Allen para formar The Shakedown Sound, la banda que tocaba con Jimmy Cliff. Después se les unió el cantante Stan Tippins, el bajista Overend Watts, y el batería Dale Griffin para formar una banda llamada Silence, que luego fue renombrada con el título de una novela del año 1966 de Willard Manus: Mott the Hoople. Al proyecto se incorporó Ian Hunter, que por aquel entonces empezó a usar gafas de sol (es raro verle en fotografías sin ellas). Empezaron a tener éxito en el Reino Unido, pero les costaba aumentar el número de sus fans en sus giras por la costa este y oeste de Estados Unidos. Después de un concierto en Suiza en 1972, la banda anuncia su disolución.
David Bowie, que era un fan de la banda, les ofreció una canción que acababa de escribir. Hunter, en una entrevista del 2004, decía:

Nos ofreció "Suffragette City", pero yo pensé que no era suficientemente buena. Entonces se sentó en el suelo y tocó "All the Young Dudes" con una guitarra acústica.

El sencillo "All the Young Dudes" alcanzó el puesto 3 en las listas británicas, dando nueva vida al grupo. El guitarrista de Bowie, Mick Ronson, también contribuyó significativamente en el sonido de Mott the Hoople, y años más tarde colaboraría con Hunter, aunque los dos ya se conocían de una banda anterior a la época de Bowie.
La banda tuvo un gran éxito comercial con el álbum All the Young Dudes (1972), Mott (1973) y The Hoople (1974). Durante una gira por Estados Unidos en los meses de noviembre y diciembre de 1972, Hunter escribe el diario "Diary of A Rock'n'Roll Star". Se considera que este libro es uno de los más importantes diarios de carretera del mundo del rock, y ha sido reeditado en múltiples ocasiones.
Hunter abandona la agrupación en diciembre de 1974, y el resto de la formación prosigue con su carrera musical bajo el nombre de Mott and British Lions.

## Desde 1975 hasta 2009

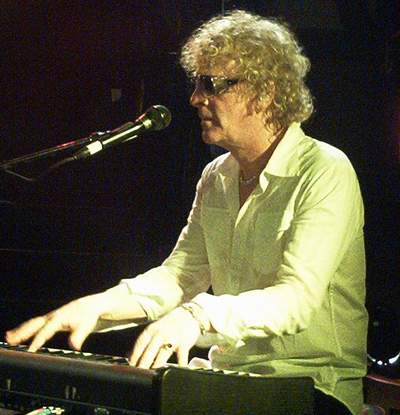
Ian Hunter en Indiana en 2004.

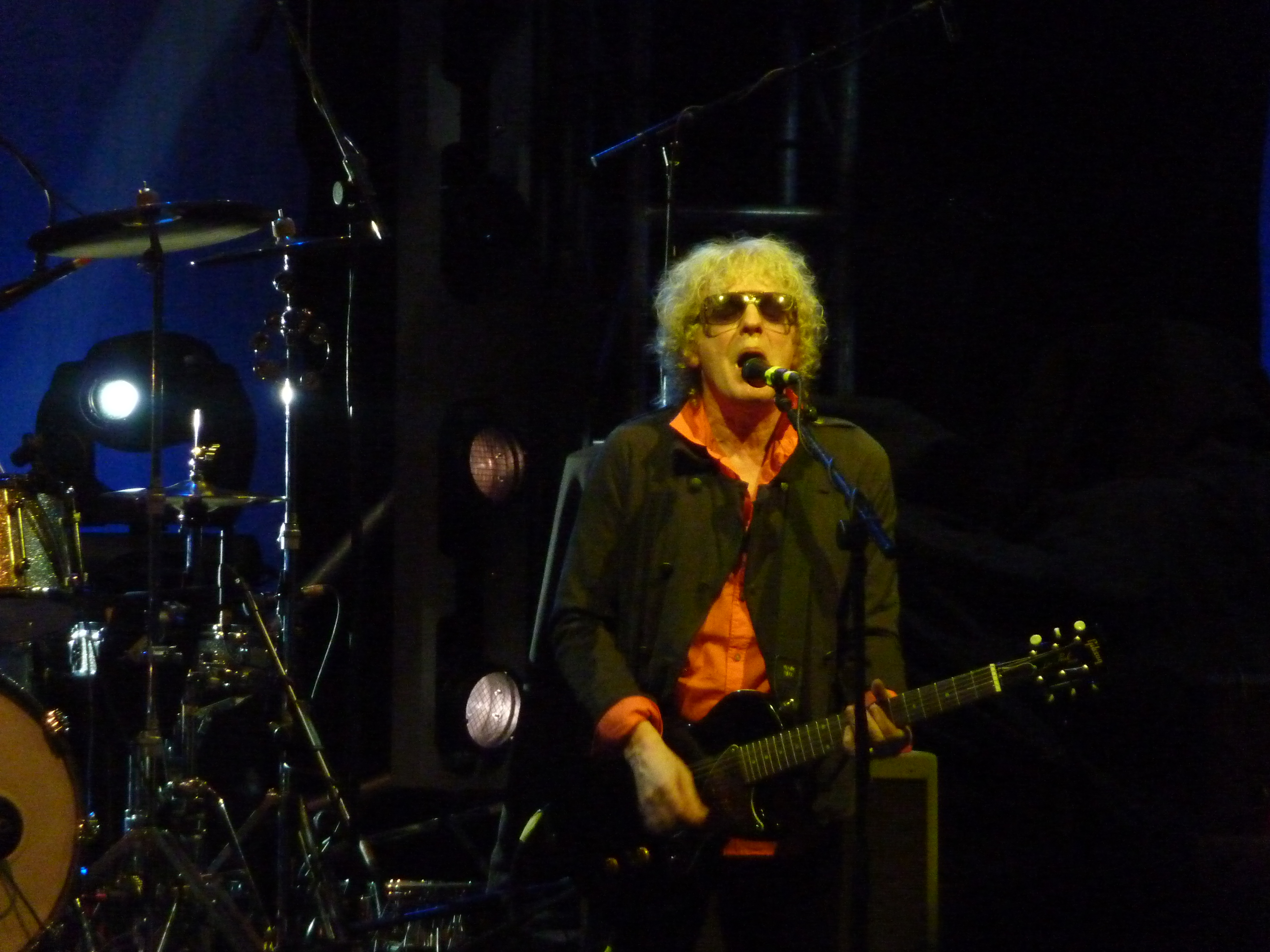
Ian Hunter en la actuación con Mott the Hoople en el HMV Hammersmith Apollo (2009).

En marzo de 1975, junto con Mick Ronson, saca el álbum Ian Hunter, entrando la canción "Once Bitten Twice Shy" en el Top 40 de las listas británicas. Después Hunter y Ronson dejaron de trabajar juntos, debido a la negativa de Hunter de tratar con el que era representante de Ronson, Tony DeFries. Su segundo trabajo en solitario, All American Alien Boy, estuvo más enfocado a la música soul, contando con la participación del saxofonista David Sanborn, Jaco Pastorius al bajo, y con la participación de los miembros de Queen Freddie Mercury, Brian May y Roger Taylor en los coros de una de las canciones (Queen había sido telonero de Mott the Hoople). En su siguiente trabajo, Overnight Angels, producido por Roy Thomas Baker y con Earl Slick a la guitarra, Hunter optó con un sonido más duro para las guitarras. La discográfica Columbia Records decidió no sacar el álbum al mercado americano.
En el álbum de 1979, You're Never Alone with a Schizophrenic, volvió Mick Ronson como productor y guitarrista, y también participaron varios miembros de la E Street Band y John Cale. Dos versiones de canciones de este disco fueron exitosas: A finales de 1979, "Ships" fue interpretada por Barry Manilow, alcanzando la lista de las diez más populares en Estados Unidos; en 1997 The presidents of the United States of America versionó "Cleveland Rocks".
En 1980, con Chrysalis Records lanzó un álbum doble, Welcome to the Club, que incluía canciones en directo y de estudio. Con Todd Rundgren a la guitarra, Hunter comenzó una gira de 11 conciertos en la costa este. Su primer álbum de estudio de los 80 fue Short Back 'n' Sides (1981), producido por Mick Ronson y Mick Jones de The Clash. La colaboración de Ronson en el siguiente álbum, All of the Good Ones Are Taken, se reduce a ser guitarrista en una de las canciones. En 1983, Ronson viajó a Canadá para contribuir en la producción, voz y teclados del trabajo de la banda Payolas Hammer on a Drum, haciendo Hunter los coros.
Después de años de silencio, Hunter y Ronson lanzan de manera conjunta en 1990 el álbum Yui Orta, y participaron junto a Queen y David Bowie en el Concierto en tributo a Freddie Mercury, en abril de 1992. Un año más tarde, Mick Ronson fallece de cáncer de hígado. Hunter, escribió y grabó la canción "Michael Picasso" como tributo a su amigo, y la incluyó en el álbum de 1996 The Artful Dodger, que fue el siguiente a Dirty Laundry de 1995. También participó en el trabajo póstumo de Ronson Heaven and Hull (1994) y en el primer Concierto en Memoria de Mick Ronson en abril de 1994.
En 2001 realizó una gira por Norteamérica con Ringo Starr y la All-Starr Band, junto a Sheila E., Greg Lake, Howard Jones, Roger Hodgson y Mark Rivera. El siguiente álbum de estudio, Rant, recibió buenas críticas, y después se lanzaron dos álbumes en directo: Strings Attached y The Truth, The Whole Truth, Nuthin' But The Truth (en colaboración con Mick Ralphs, Joe Elliott y Brian May). La revista Classic Rock le premió como compositor en 2005. Los tres últimos trabajos de Hunter han sido Shrunken Heads (2007), Man Overboard (2009) y When I'm President (2012).

## Retorno de Mott the Hoople
Se anunciaron dos actuaciones de Mott the Hoople en el HMV Hammersmith Apollo para el 2 y el 3 de octubre de 2009. Debido a la rapidez con que se agotaron las entradas, se ampliaron las fechas para el 1, el 5 y el 6 del mismo mes. También se anunció un concierto en el teatro Blake de Monmouth (Gales) el 26 de septiembre.

## Discografía

### En solitario
- Ian Hunter (1975)
- All American Alien Boy (1976)
- Overnight Angels (1977)
- You're Never Alone with a Schizophrenic (1979)
- Welcome to the Club (1980)
- Short Back 'n' Sides (1981)
- All of the Good Ones Are Taken (1983)
- Yui Orta (1990) – con Mick Ronson
- BBC Live in Concert (1995)
- Dirty Laundry (1995)
- The Artful Dodger (1996)
- Once Bitten Twice Shy (2000)
- Missing In Action (2000)
- Rant (2001)
- Strings Attached (2004)
- Just Another Night (2004)
- The Truth, The Whole Truth, Nuthin' But The Truth (2005)
- Shrunken Heads (2007)
- Man Overboard (2009)
- When I'm President (2012)
- Live In The UK 2010 (2014)
- Fingers Crossed (2016)

### Con Mott the Hoople
- Mott the Hoople (1969)
- Mad Shadows (1970)
- Wildlife (1971)
- Brain Capers (1971)
- All The Young Dudes (1972)
- Mott (1973)
- The Hoople (1974)
- Live (1974)